# Eupithecia interpunctaria
Eupithecia interpunctaria är en fjärilsart som beskrevs av Inoue 1979. Eupithecia interpunctaria ingår i släktet Eupithecia och familjen mätare. Inga underarter finns listade i Catalogue of Life.